# Ristourne
 (décembre 2016).
Si vous disposez d'ouvrages ou d'articles de référence ou si vous connaissez des sites web de qualité traitant du thème abordé ici, merci de compléter l'article en donnant les références utiles à sa vérifiabilité et en les liant à la section « Notes et références ».
Une ristourne est une réduction de prix déterminée après facturation en fonction du volume des ventes réalisé avec l’acheteur. En général, la somme lui est remboursée en fin d’année, mais la contrepartie peut également prendre la forme d’un service rendu par le vendeur.

## Enjeux de la ristourne
La ristourne incite le client à acheter en plus grande quantité. Les ristournes sont généralement calculées par affectation d'un pourcentage de ristourne par tranches de chiffre d'affaires réalisées avec le client.

## Comptabilisation de la ristourne
La ristourne est constatée par une facture d'avoir qui atteste la créance du fournisseur. La ristourne est une réduction de prix au même titre que les rabais (pour mauvaise qualité du produit) et les remises oubliées sur facture.